# Gigantomachie

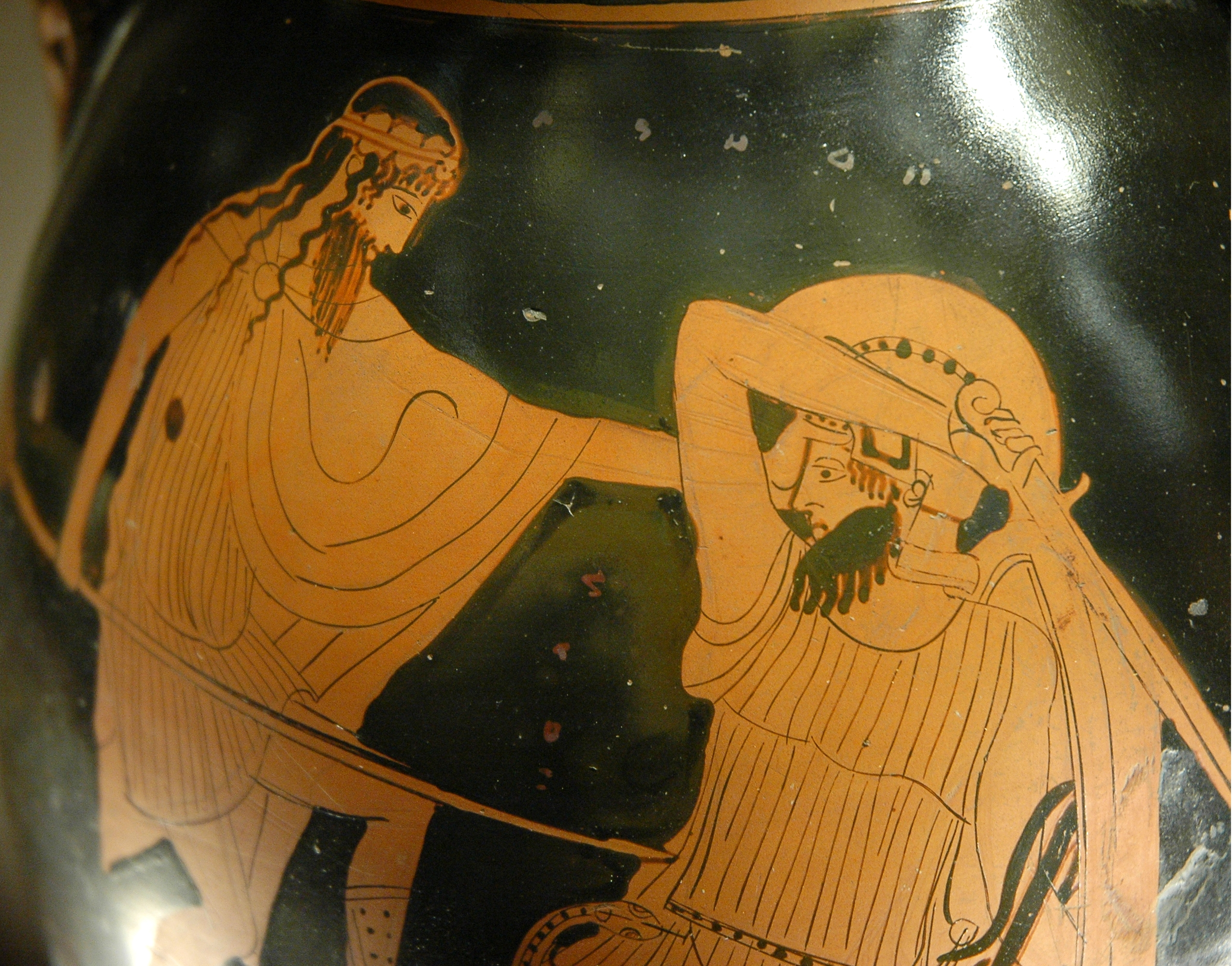
Dionýsos bojující s gigantem – motiv na červenofigurové attické peliké, kolem 460 př. n. l., Louvre

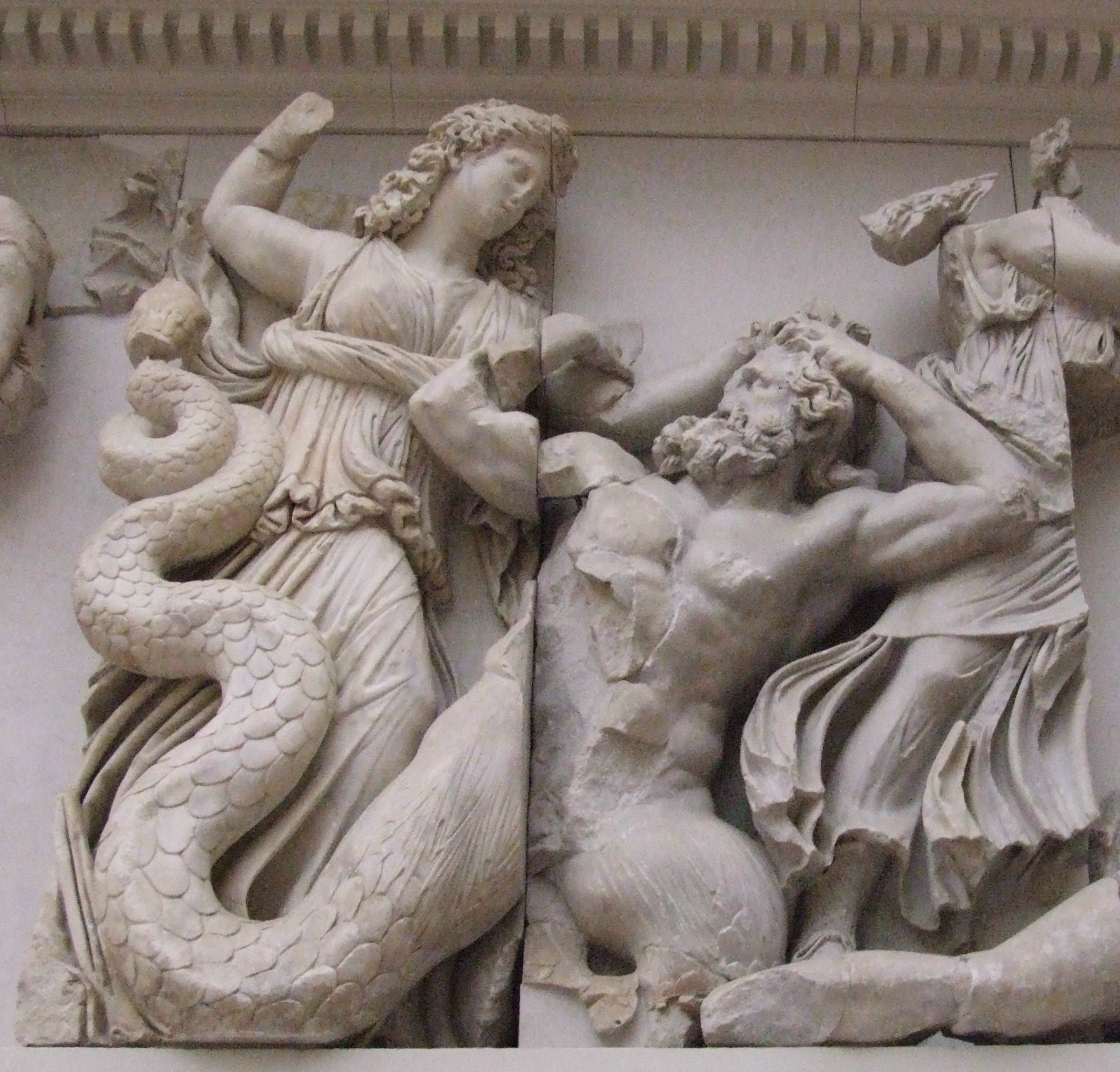
Gigantomachie na vlysu Pergamonského oltáře, 2. století př. n. l., Pergamonské muzeum, Berlín

Gigantomachie (z řečtiny γιγαντo-μαχια, válka gigantů) je jedna z epizod kosmogonie v rámci řecké mytologie a zároveň oblíbený motiv antického řeckého a helénistického umění.

## Mýtus
Zeus uvěznil poražené Titány do Tartaru. Jejich matka, Gaia, která byla z porážky Titánů nešťastná, tak poslala do boje proti Olympanům své děti, Giganty. Darovala jim rostlinu, která způsobovala, že byli neviditelní pro střely bohů. Zeus a olympští bohové se spojili s Héraklem a boj nakonec skončil jejich vítězstvím.

## Metaforické užití
Platón v dialogu Sofistés označuje spor mezi příznivci a odpůrci nauky o idejích jako „válku gigantů o bytí“ (γιγαντομαχία περὶ τῆς οὐσίας).

## Gigantomachie v umění
- metopy na athénském Parthenónu
- vlys na Pergamonském oltáři
- vázové malířství